# Szachowskaja (stacja kolejowa)
Szachowskaja (ros. Шаховская) – stacja kolejowa w miejscowości Szachowskaja, w rejonie szachowskim, w obwodzie moskiewskim, w Rosji. Położona jest na linii Moskwa – Siebież.
Jest to ostatni punkt zatrzymywania się pociągów na tej linii zarządzany przez Kolej Moskiewską. Kończy się tutaj poprowadzana od Moskwy sieć trakcyjna. Jest to także stacja końcowa moskiewskich pociągów podmiejskich.

## Historia
Stacja powstała na początku XX w. na linii moskiewsko-windawskiej pomiędzy stacjami Wołokołamsk i Kniażji Gory.

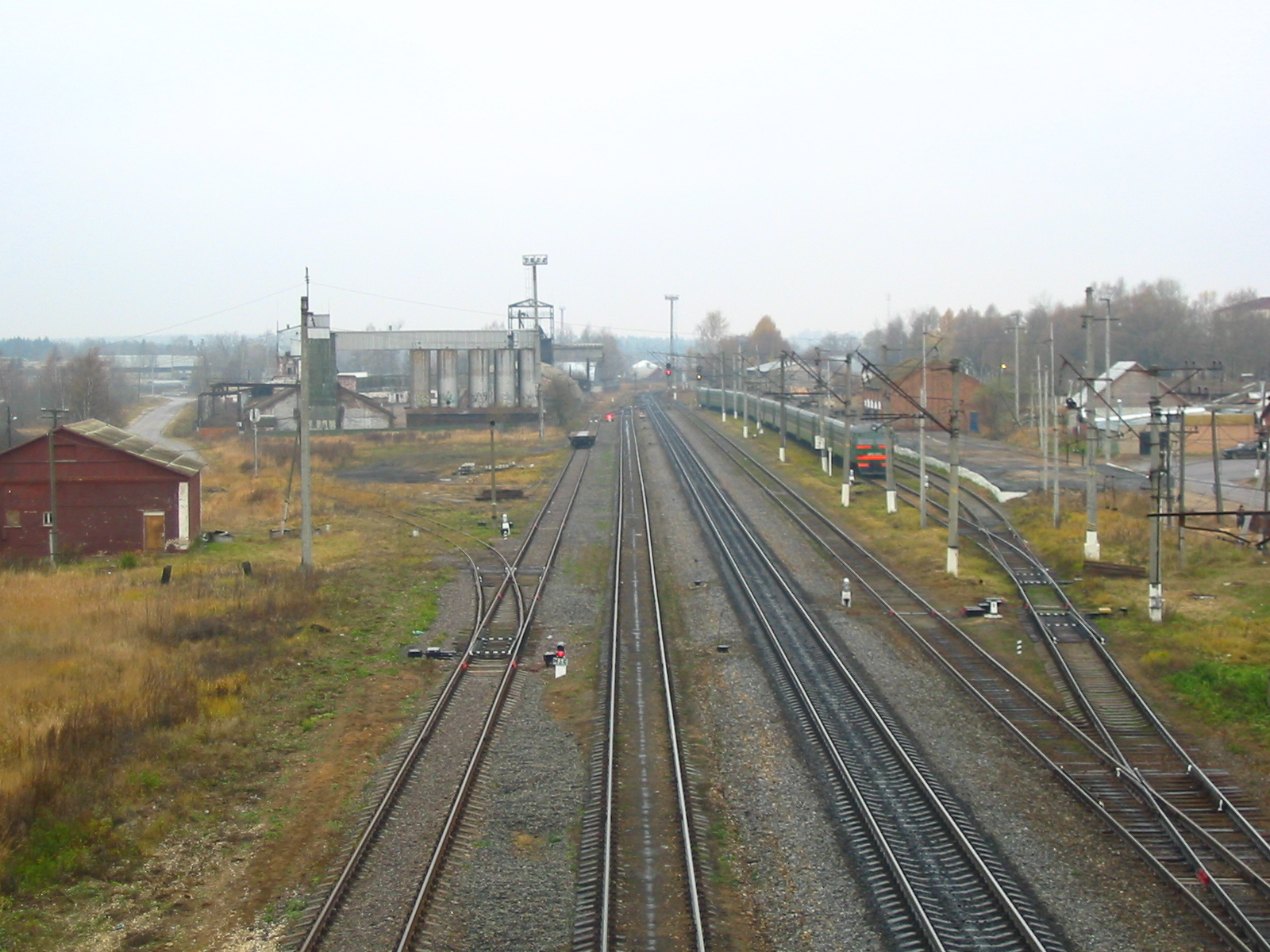
widok w stronę Rżewa